# Phare de Pencarrow (secteur)
Le phare de Pencarrow est un phare de secteur situé sur Pencarrow Head (en), dans la région de Wellignton (île du Nord), en Nouvelle-Zélande. Il se trouve sous l'ancien phare de Pencarrow Head.

## Histoire
Le phare a été mis en service en 1906. Il se trouve sur la plage, en bas d'un promontoire du East Harbour Regional Park (en) à l'est du port de Wellington.
À l'origine c'était une tour d'acier à claire-voie. Il a été emballé dans le béton dans les années 1930. Il est automatisé et fonctionne à l'énergie solaire.

## Description
Le phare  est une tour octogonale en béton, avec lanterne et galerie, de 17 m de haut. Le phare est totalement peint en blanc. Il émet, à une hauteur focale de 18 m, trois flashs (blanc et rouge selon secteur) toutes les 12 secondes. Sa portée nominale est de 16 milles nautiques (environ 30 km) pour le feu blanc et 13 milles nautiques (environ 24 km).
Identifiant : ARLHS : NZL-039 - Amirauté : K4006 - NGA : 4588 .
|                               |
| Pencarrow Head (phare en bas) |

|          |
| Le phare |

### Lien connexe
- Liste des phares de Nouvelle-Zélande